# 岐阜県立希望が丘こども医療福祉センター

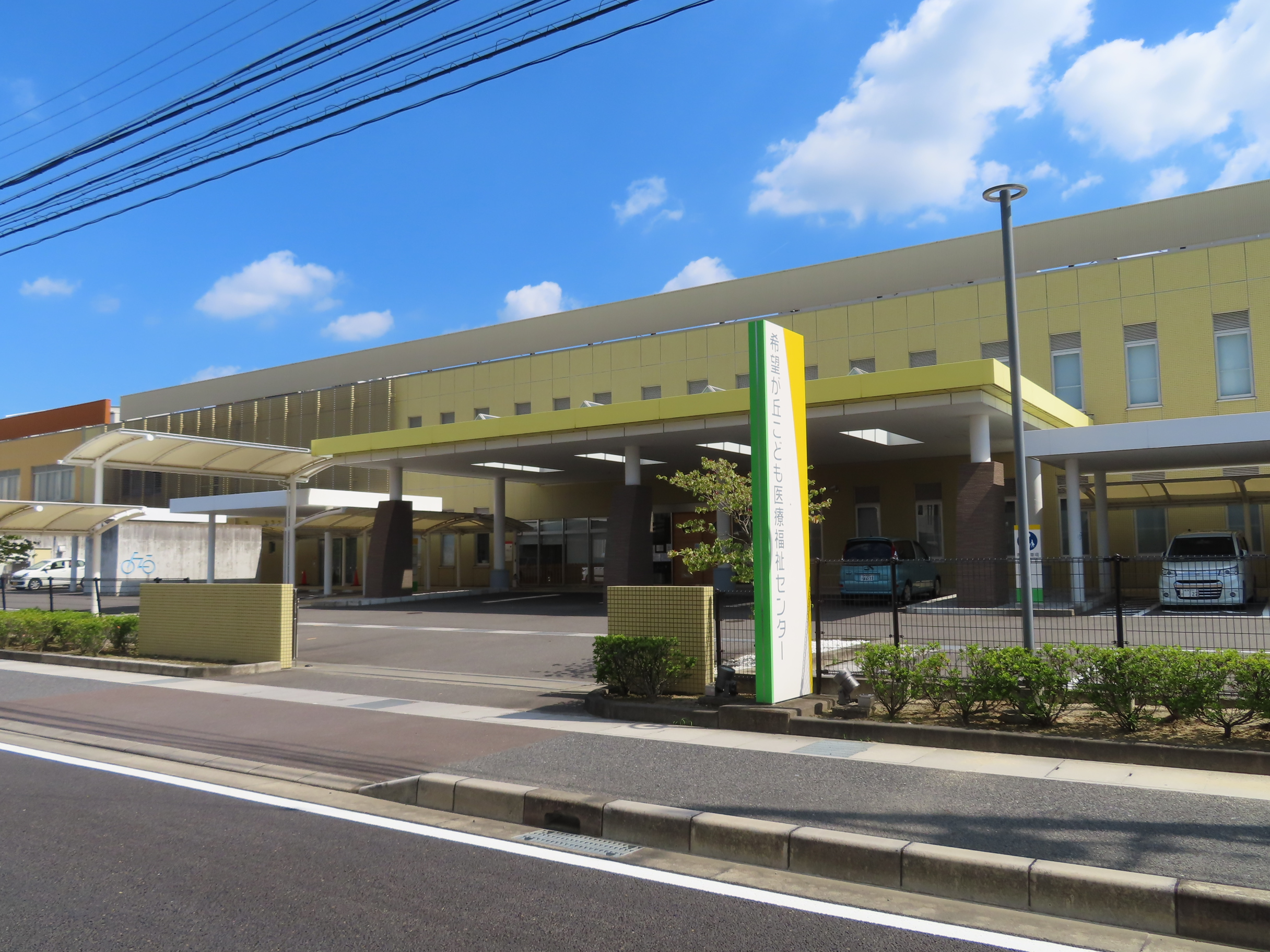
外観（2022年9月）

岐阜県立希望が丘こども医療福祉センター（ぎふけんりつきぼうがおかこどもいりょうセンター）は、岐阜県岐阜市にある医療型障害児入所施設、医療機関。

## 概要
- 児童福祉法にもとづく医療型障害児入所施設かつ医療法に基づく病院である。
- 対象は、障害のある18歳未満の児童である。入所者、通所者に対し、小児整形外科疾患の診断、肢体不自由（上肢、下肢、体幹機能の障害、脳病変による運動機能障害など）の治療および予防、脳性麻痺、発達障害（広汎性発達障害、自閉症、ADHDなど）の診断および治療、運動発達遅延や脳性麻痺に伴う知的障害の診断および治療、機能回復訓練（理学・作業・言語聴覚療法）を行っている。また、社会的自立に向けて支援することを目的としている。
- 入所は、契約入所・措置入所（手足、体幹等に障害や疾患のある者）、親子入所（心身の発達に遅れのある乳幼児及びその保護者）がある。入所者で小学生以上は隣接する岐阜県立岐阜希望が丘特別支援学校での教育、幼児はセンター内で保育を受ける。
- 外来診療は、初診再診ともに事前予約制である。

## 診療科
- 整形外科・小児整形外科
  - 上肢疾患
  - 下肢・足部疾患
  - 股関節疾患
  - 脚長不等、変形
  - 脊椎疾患
  - 斜頚
  - 筋、神経疾患
  - 骨系統疾患、先天奇形症候群
- 小児科
- 児童精神科
- 歯科
- リハビリテーション
  - 理学療法
  - 作業療法
  - 言語聴覚療法

## 沿革
- 1957年（昭和32年）8月 - 益田郡下呂町（現・下呂市）に岐阜県立整肢学園として設立。入園定員50名。
- 1964年（昭和39年）4月 - 病棟などを増築。入園定員100名。
- 1974年（昭和49年）5月 - 岐阜市鷺山向井2563-57に新築移転。入園定員130名。
- 1979年（昭和54年）4月 - 希望が丘学園に改称。学園内に岐阜希望が丘養護学校が開校。
- 1999年（平成11年）4月 - 入園定員を90名とする。
- 2000年（平成12年）4月 - 小児科を設置し、外来診療を開始。
- 2005年（平成17年）11月 - 入園定員を88名とする。
- 2006年（平成18年）1月 - 発達支援センターのぞみを開設。
- 2012年（平成24年）4月 - 児童発達支援センターを開設。発達支援センターのぞみを発達障がい支援センターのぞみに改称。
- 2015年（平成27年）
  - 4月 - 発達障がい支援センターのぞみが岐阜県障がい者総合相談センターに移転。
  - 9月 - 現在地に新築移転。岐阜県希望が丘こども医療福祉センターに改称。入所定員53名。

## 所在地
- 岐阜県岐阜市則武1816-1

## 交通機関
- 岐阜バス
  - 「希望が丘こども医療福祉センター前」より徒歩2分。
  - 「岐阜メモリアルセンター正門前」より徒歩10分。
  - 「早田本郷」より徒歩10分。

## ぎふ清流福祉エリア
岐阜県は鷺山、早田地区周辺を「ぎふ清流福祉エリア」と名付け、福祉、医療、教育、文化芸術、スポーツ及び就労支援が一体となった県の障がい者支援の拠点として施設の整備を行った。以下の10施設が該当する。
- 岐阜県立希望が丘こども医療福祉センター
- 岐阜県立岐阜希望が丘特別支援学校
- 岐阜県障がい者総合相談センター
- 岐阜県福祉友愛アリーナ
- 岐阜県福祉友愛プール
- 中央子ども相談センター
- 岐阜県福祉事業団清流園
- ぎふ清流文化プラザ
- 岐阜県障がい者総合就労支援センター
- ぎふ木遊館